# Die Ehe
Die Ehe ist ein in vier Episoden gestalteter deutscher Aufklärungs-Stummfilm aus dem Jahre 1929 von Eberhard Frowein, gestaltet nach der Drehbuch-Vorlage des niederländischen Frauenarztes und Bestsellerautors Theodoor Hendrik van de Velde. Das Schauspielensemble wird angeführt von so prominenten Darstellern wie Lil Dagover, Gustav Diessl und Livio Pavanelli. Der Film entstand in Zusammenarbeit mit dem Medizinisch-Kinematographischen Universitätsinstitut Berlin und dem Verlag wissenschaftlicher Filme G.m.b.H., Berlin.

## Handlung
Der Ehereigen wurde in folgende vier Episoden untergliedert: 1) Das Vorspiel. 2) Die erste Episode: Adagio. 3): Die zweite Episode: Accelerato. 4) Die dritte Episode: Furioso. Eine Zuordnung der darstellenden Personen zu ihren Rollennamen erfolgt nicht.
Der Film ist weitgehend eine Bebilderung von van de Veldes Beratungs- und Aufklärungsbuch „Die vollkommene Ehe“, dem Ratgeber-Klassiker der 1920er Jahre. In den einzelnen Episoden werden anhand von Beispielen die in der Erotik wichtigen Themenkomplexe Liebe und Lust, Leidenschaft und Eifersucht abgehandelt. Auch „die physischen Voraussetzungen des ehelichen Lebens werden bildhaft erörtert“, wie in einer Besprechung der Filmwoche in ihrer Ausgabe vom 24. April 1929 zu lesen ist. An selber Stelle heißt es, „der letzte Zweck des Films ist es, das Publikum zu höherer Selbstkontrolle und zu besserer Einkehr bei sich selbst zu erziehen.“ Als letzte Episode bemühte man sogar die Historie, als die nicht eben leidenschaftliche Ehe von Kaiserin Maria Theresia und ihrem sexuell angeblich zögerlichen Gatten bebildert wurde.

## Produktionsnotizen
Die Ehe entstand im Winter 1928/29, wurde mehrfach (zwischen März 1929 und Januar 1930) der heimischen Filmzensur vorgelegt und zwischenzeitlich am 9. April 1929 in Breslaus Konzerthaus uraufgeführt. Die Berliner Premiere erfolgte 15 Tage später im Titania-Palast. Die Länge des mit Jugendverbot belegten Sechsakters betrug, je nach Zensurfassung, zwischen 2497 und 2506 Meter. 
Walter Lehmann übernahm die Aufnahmeleitung, Kameramann Kurt Kahle gestaltete auch die Filmbauten.

## Kritiken
Der anerkannte Kritiker und Filmtheoretiker Rudolf Arnheim schrieb in der Weltbühne: „Mit van de Veldes Film steht es wie mit seinem Buch über die vollkommene Ehe: es bleibt einem unbenommen, sich über Einzelheiten der Vortragsweise herzhaft zu amüsieren, wenn man darüber nicht den Ernst und den Wert des ganzen Unternehmens vergißt. Wer hier nur zu grinsen weiß, ist dumm, unwissend oder verantwortungslos. Die propagandistische Wirkung des Films wird nicht so stark sein, wie sein Thema es verdiente. Denn abgesehen von geschmacklichen Entgleisungen … hat dieser Film zwei Mängel: er ist in großen Partien unverständlich und im ganzen schlecht aufgebaut. (…) Das Bestreben, popularisierend zu vereinfachen, führt in einem solchen Aufklärungsfilm leicht zu gefährlicher Schematisierung wissenschaftlicher Erkenntnisse. (…) Van de Veldes Film ist unvollkommen, aber ein wichtiger Anfang.“.
Manfred Georg befand in Tempo: „Gar nicht zu leugnen, dass sehr viel Gutes von solchen Büchern ausgeht. Kleine Dummerchen brauchen so etwas. Zwischen dem Lebensbild der Courths-Mahler und der heroischen Liebeswelt eines Wedekind liegt immer das Flachland der medizinischen Erkenntnis. Wenn der Film Die Ehe … dabei geblieben wäre, wäre die Sache durchaus billigungswert gewesen. Das Publikum war sachlich. Es wurde aufmerksam immer dann, wenn Tatsächliches (im wahrheitsgemäßen Photo, als Statistik oder Trickzeichnung) gegeben wurde, aber unruhig und zu blutigem Witz geneigt, wenn in Kurzszenen der Spielfilm einsetzte.“.